# مارلين مايكلز
مارلين مايكلز (بالإنجليزية: Marilyn Michaels)‏ هي مغنية وممثلة أمريكية، ولدت في 26 فبراير 1943 في نيويورك في الولايات المتحدة.

## وصلات خارجية
- الموقع الرسمي
- مارلين مايكلز على موقع IMDb (الإنجليزية)
- مارلين مايكلز على موقع قاعدة بيانات برودواي على الإنترنت (الإنجليزية)